# Посейдон
Посейдо́н (дав.-гр. Ποσειδῶν) — в давньогрецькій міфології — один з наймогутніших і найшанованіших богів. За класичної доби його вважали богом-володарем світових вод, якому відповідав етруський та римський Нептун (у слов'ян, відповідно, — Цар Моря, Цар Морський). У переносному значенні Посейдон — морська стихія.

## Еволюція образу і функцій
Первісно Посейдон не мав жодного стосунку до моря, його вшановували як бога суходолу — Ульріх фон Віламовіц-Меллендорф навіть його ім'я перекладав як «чоловік землі» або «чоловік Землі» (як богині). Символом Посейдона був кінь, жеребець і в навіть в одному з пізніших втілень його вшановували як бога коней. Окрім іншого, образ коня пов'язаний з потойбічним світом, і це знову вказує на образ Посейдона як «господаря Землі». За одним з міфів в Аркадії Посейдон зустрів Деметру, що блукала в пошуках Персефони. Намагаючись втекти від нього, богиня перетворилася в кобилицю, але Посейдон перетворився на жеребця і наздогнав її. Від цього союзу у них народилися донька та кінь Арейон.
За кількістю своїх любовних пригод Посейдон близький до Зевса, проте ці пригоди підкреслюють його початкові характеристики саме як «чоловіка Землі». Згідно з Гесіодом, він одружився з Медузою, яка також була стародавньою богинею землі. Інша традиція повідомляє, що Антей народився від союзу Посейдона з Геєю. Взагалі ж діти Посейдона у міфах — це або гіганти, або чудовиська.
За мікенських часів, принаймні у Пілосі, Посейдон був верховним богом. Вищу владу символізувала його здатність викликати землетруси. Власне, з часом навіть його ім'я почали інтерпретувати відповідним чином — як «коливальника землі». Можливо, Посейдона верховним богом вважали іонійці, а з появою загальногрецького пантеона він змушений був «поступитися місцем» Зевсу, перетворившись на «володаря моря» і витіснивши з цієї «ніші» давнього морського бога Егеона.
Вже в Гомера Посейдон є братом Зевса та Аїда, та ділить із ними Всесвіт. Щоправда, «Іліада» не уточнює, кому з богів «дістається» суходіл. Тож цілком можливо, що навіть за гомерівської доби Посейдон залишався божеством не лише моря, а й усього «піднебесного» світу. Гомер називає Зевса старшим братом Посейдона, проте Гесіод зберігає давнішу традицію і говорить про Зевса як про молодшого. У будь-якому випадку, лише Посейдон у міфах класичної доби наважується противитися Зевсу, який зловживає владою, і нагадує йому, що його володіння обмежуються небом.
За архаїчної доби, особливо з початком грецької колонізації Посейдон остаточно перетворився на бога моря й мореплавства. При цьому він зберіг і деякі інші функції — зокрема залишався покровителем будівництва та конярства.
Класична теогонія називала його сином Кроноса та Реї, братом Зевса, Аїда, Гери, Деметри й Гестії, чоловіком Амфітріти. Посейдона вважали батьком багатьох морських чудовиськ і кількох героїв — Тритона, Аміка, Антея, Скірона, Ота й Ефіальта, Кіклопа Поліфема.
За традиційними уявленнями Посейдон здіймав або гамував на морі бурю, викликав землетрус тощо. Рибальською острогою підіймав кораблі, що осіли на мілині або між скелями, а тим, хто зазнав корабельної аварії, посилав швидкі течії, які несли їх до безпечних берегів. Його владі підлягали острови, узбережжя й гавані, де йому споруджували храми, вівтарі, статуї та приносили в жертву білого коня, дельфіна або соснові гілки. Посейдон часто бував серед інших богів на Олімпі.
Римляни отожнили Посейдона із власним «водяним» богом, Нептуном, який у суто римській та етруській міфології не був суто морським божеством, а «відповідав» за воду в усіх її проявах — зокрема вважався богом хмар і туманів.

## Посейдон у міфах

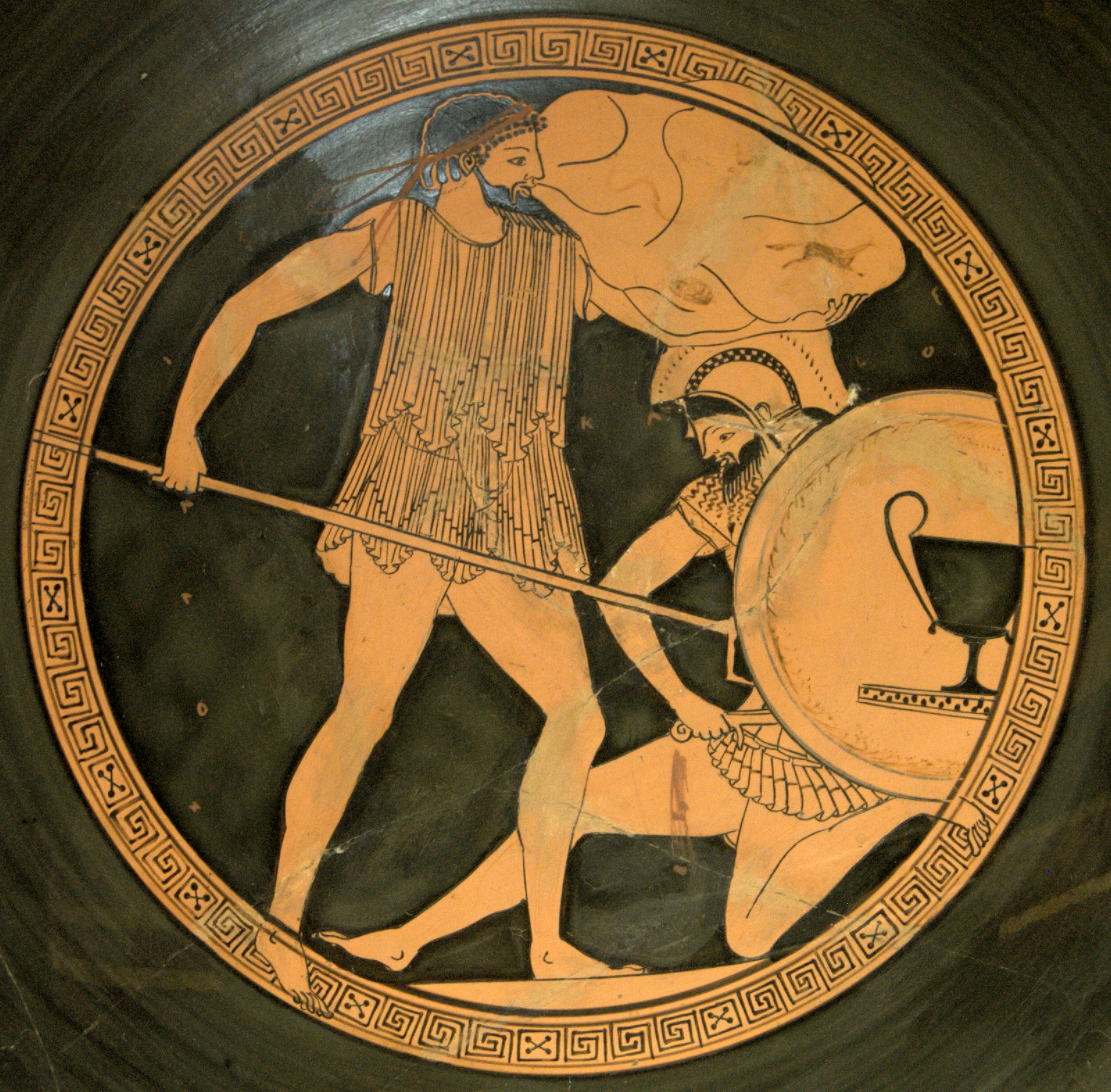
Сцена гігантомахії: Боротьба Посейдона із Поліботом

Посейдон був братом інших богів-олімпійців, сином Кроноса і Реї. Йому приписують створення коня і уздечки. Після перемоги олімпійців над Кроносом і титанами він поділив владу між Зевсом і Аїдом. Йому дісталося володіння водами і Посейдон звів собі в глибинах моря палац біля Евбеї. Хоч він став богом вод, але мав величезні стада білих коней з мідними копитами і золотими гривами. На золотій колісниці, запряженій морськими чудовиськами, він об'їжджав свої володіння.
Шукаючи дружину, він залицявся до нереїди Фетіди, однак після того, як Феміда передбачила, що її син перевершить батька, ким би він не був, Посейдон відмовився від своїх намірів і дозволив їй вийти заміж за смертного Пелея. Згодом Посейдону сподобалася нереїда Амфітріта, але та злякалася його залицянь і втекла в Атлаські гори. Посланий до неї Посейдоном дельфін переконав втікачку вийти за бога вод. На подяку Посейдон помістив образ дельфіна серед зірок у вигляді сузір'я Дельфіна. Амфітріта народила Посейдону трьох дітей: Тритона, Роду і Бенфесікіму.
Посейдон жадав заволодіти царствами на суші та одного разу оголосив свою владу над Аттикою, вдаривши тризубцем за афінським акрополем. У тому місці забило джерело, з якого потекла морська вода. Афіна відповіла на це, посадивши біля джерела маслину на знак своєї влади цими землями. Між богами ледве не спалахнула бійка і тільки Зевс зупинив їх, щоб суперечка було вирішено мирним шляхом через обговорення хто дав Аттиці більше користі: Посейдон джерелом чи Афіна деревом. На скликаному суді всі боги підтримали Посейдона, а всі богині — Афіну. Але сам Посейдон з образи не з'явився на суд і таким чином більшістю в один голос Афіна отримала право на володіння Аттикою. Задля помсти Посейдон послав величезні хвилі, щоб затопити місто Афіни. Богиня Афіна знайшла притулок в аттичних Афінах, які також назвала своїм ім'ям. Аби вгамувати Посейдона, жінки в Афінах були позбавлені права голосу, а чоловікам відтепер заборонялося бути названими за своїми матерями.
Посейдон також оскаржував владу Афіни над містом Трезен. Цього разу Зевс повелів розділити місто, але ні Афіна, ні Посейдон не прийняли такого виходу і полишили суперечки за Трезен. Також Посейдон безуспішно намагався відібрати острів Егіна у Зевса і Наксос у Діоніса, а в суперечці з Геліосом за Коринф отримав тільки перешийок Істм, тоді як Геліос залишив за собою місцевий акрополь. Бог вод прагнув відібрати і Арголіду в Гери, та Зевс доручив вирішити справу річковим богам Інаху, Кефіссу і Астеріону, які винесли рішення на користь Гери. Коли Посейдону було заборонено мстити повінню, він висушив потоки річок, що були у владі суддів, тому відтоді вони пересихають влітку. Тільки річка Лерна в Арголіді лишалася повноводною, оскільки данаїда Амміона була засмучена посухою і Посейдон пожалів її.
Коли за намовою Гери боги повстали проти Зевса, той покарав Посейдона і Аполлона як очільників бунту. Вони мусили рік служити цареві Лаомедонту, будуючи місто Трою.

## Культ Посейдона
Посейдона шанували скрізь у Греції, де існували моря і водойми, а також сліди землетрусів. Центрами поклоніння Посейдону були Фессалія, Коринф, Навпалія, Трезен, Келаврія, Пілос та Аркадія. В міру заснування греками колоній вздовж узбережжя Середземного та Чорного морів, культ Посейдона став повсюдним і зливався з культами місцевих божеств.
Йому поклонялися в образі коня як символу плодючості, а в жертву приносилися бики. Імовірно, Посейдон був сином Богині-матері первісних культів, а його культ прийшов до Греції з появою там коней. З часом його витіснив культ Аполлона.
Зображення Посейдона з тризубцем поміщалися на монетах III століття до н. е. в Синопі, в часи Римської імперії — стоячи і сидячи на троні. Імовірно це вказує на місцеву статую божества. Також в Синопі Посейдона шанували як цілителя за наявність біля міста термальних джерел.
На честь Посейдона на Коринфському перешийку влаштовувалися Істмійські ігри.